# Футбалски судија (часопис)
Футбалски судија : часопис Збора футбалских судија Југославије је часопис везан за фудбалско суђење и правила фудбалске игре. Излазио је месечно у периоду од 1949. године до 1983. године у Београду.

## Историјат
Футбалски судија : часопис Збора футбалских судија Југославије излазио је у Београду у периоду од 1949. године до 1983. године. Часопис је излазио са прекидима. Први број изашао је у децембру 1949. године и излази је до броја 4/9 (април/септембар) 1951. године. Након тога излазио је од 1967. године па до 1980. године. Наставио је са излажењем 1981. године-број 1 до броја 1/2, 1983. године, када је престао да излази. Часопис је илустрован фотографијама, цртежима. Наслов часописа, као и чланци у оквиру часописа су на ћирилици. Од броја 1. (1967) часопис је штампан на латиници.
Часопис помаже фудбалским судијама да побољшају и унапреде суђење, да практично науче како да ускладе и приступе примени Правила игре и како да спроведу јединствени стил и критеријум суђења.

### Поднаслов
- од бр. 1 (1949) Часопис Збора футбалских судија Југославије
- од бр. 1 (1982) Билтен Савеза фудбалских судија Југославије

#### Наслов
- од бр. 1 (1949) Футбалски судија;
- од бр. 1 (1967) Фудбалски судија;
- од бр. 1 (1982) Билтен Фудбалски судија

### Главни и одговорни уредници
- од бр. 1 (1949) Радослав Ракић
- Анчески Драгомир;
- од бр. 6/7 (1968) Васа Стефановић;
- од бр. 1970. Зечевић Константин;
- од бр. 18 (1971) Божидар Ботић;
- од бр. 29 (1974) Лајош Мартин;
- од бр. 32 (1974) Константин Зечевић;
- од бр. 45/46 (1978) Васа Стефановић;
- од пос. бр. 1978. Константин Зечевић;
- од бр. 1 (1982) Радослав Ракић

### Издавач
- од бр. 1 (1949) Фискултура и спорт
- од бр. 1 (1967) Савез фудбалских судија Југославије

### Штампарије
- од бр. 1 (1949) Штампарија "Слободан Јовић", Београд;
- од бр. 9/12 (1950) Штампарија ДОЗ-а, Београд;
- од бр. 1 (1967) Штампарија Нова Македонија, Скопје;
- од бр. 6 (1968) Штампарија "Слободан Јовић", Београд;
- од бр. 45/46 (1978) Штампарија "10. октобар", Смедеревска Паланка

### Периодичност излажења
Часопис је излазио:
- од бр.1 (1949) једном месечно
- од бр. 1 (1953) два пута месечно
- од бр. 2 (1967) тромесечно

### Формат
Часопис је штампан: 
- од бр.1. (1949) 30 см
- од бр. 9/12 (1950) 20 cm

## Галерија
- Футбалски судија, број 2, јануар 1950.
- Футбалски судија, број 4, април 1950.
- Футбалски судија, број 9/12, септембар/децембар 1950.